# Sit Next to Me
«Sit Next to Me» —en español: ''Siéntate junto a mi''— es una canción de la banda de pop indie estadounidense Foster the People. La canción es la tercera pista del tercer álbum de estudio de la banda Sacred Hearts Club y la banda lo lanzó como el tercer sencillo bajo la firma Columbia Records el 13 de julio de 2017. "Sit Next to Me (Versions)'' fue lanzado el 13 de octubre de 2017 y contiene una versión para radio, una versión acústica y una re-edición de la canción. Entonces fue lanzado a las estaciones de rock moderno de EE.UU. el 5 de septiembre de 2017.

## Vídeo musical
El vídeo oficial para "Sit Next to Me" estuvo dirigido por Fourclops y Brinton Bryan, y se lanzó el 10 de noviembre de 2017. El vídeo presenta 100 publicaciones de influencers y celebridades en Instagram y también incluye notas que enviaron fanes de Foster the People alrededor de todo el mundo. "Resultó divertido jugar con la premisa de un vídeo de música que toma posesión de tus medios sociales," comentó el director Fourclops en una declaración. "Instagram es un medio de alto consumo hoy en día, y se volvió un enfoque emocionante para nuestro video. Nos preguntamos, ¿cómo se vería si todas las cuentas de Instagram se transformaran en una canción?"

## Pistas
| N.º | Título | Duración |  |

## Personal
Foster the People
- Sean Cimino – guitarra, piano, teclados, coros
- Mark Foster – voz principal, guitarra, bajo, tambores, percusión, piano, programación, sintetizador, vibraphone, letras, producción
- Isom Imnis – Piano, teclados, tambores, bajo, percusión, coros, letras, producción
- Mark Pontius – tambores, percusión, letras

Personal adicional
- Austin Mensales – compositor, guitarra

## Historial de lanzamiento
| País              | Fecha                   | Formato                | Etiqueta |
| ----------------- | ----------------------- | ---------------------- | -------- |
| Varios            | 13 de julio de 2017     | Descarga digital       | Columbia |
| Estados Unidos    | 3 de septiembre de 2017 | Radio de rock moderno  | Columbia |
| América del Norte | 13 de octubre de 2017   | Descarga digital       | Columbia |
| Estados Unidos    | 22 de enero de 2018     | Adult contemporary     | Columbia |
| Estados Unidos    | 13 de febrero de 2018   | Contemporary hit radio | Columbia |